# News Corporation Ltd.
News Corporation Ltd. (News Limited) is de internationale kranten en nieuwsbladendivisie van de News Corporation, opererend naast News International (Britse divisie). News Limited is voornamelijk verantwoordelijk voor de distributie, publicatie en samenstelling van Australische, Papoea-Nieuw-Guineaanse, Fijiaanse en Amerikaanse kranten en nieuwsbladen.
- Australië
  - The Daily Telegraph
  - The Australian
  - Herald and Weekly Times
  - The Courier-Mail
  - Gold Coast Bulletin
  - The Mercury and Sunday Tasmanian
  - MX
- Fiji
  - Fiji Times
- Papoea-Nieuw-Guinea
  -     - Papua New Guinea Post-Courier
- Verenigde Staten
  - New York Post